# Сіцінський Леопольд Єгорович
Сіцінський Леопольд Єгорович (рум. Leopold Siținski ; 1 березня 1854, Кишинів — ?) — міський голова Кишиніва з 1904 по жовтень 1905 року; депутат Державної думи Російської імперії I скликання від міста Кишинів Бессарабської губернії, конституційний демократ.

## Біографія
Народився 1854 року в Кишиневі в родині дворян (мати за національністю - молдаванка, батько - поляк). 
Навчався у кишинівській гімназії, яку закінчив у 1872 році і вступив до Петербурзького університету на природничий факультет. З Петербурзького університету незабаром перейшов до Імператорської військово-медичної академії, яку закінчив у 1880 році. 

Після цього поїхав до Західної Європи (в Париж, Відень і Берлін) вивчати медицину. Закінчивши свою освіту за кордоном, 1884 повернувся до Бессарабії і почав працювати ординатором в губернській земській лікарні. В 1901 став головним лікарем цієї лікарні, а також директором школи фельшерок і повитух.
Працюючи у лікарні, Сіцінський був також голосним міської думи та брав участь у різних комісіях з благоустрою Кишинева. 
В 1904 був обраний міським головою Кишинева і перебував на цій посаді до жовтня 1905 року. Також з 1884 по 1905 роки Сіцинський був гласним кишинівського повітового і губернського земств, головував на повітових і земських зборах, протягом 12-ти років був почесним мировим суддею і 9 років прослужив кандидатом ватажка місцевого дворянства, багаторазово виконуючи обов'язки. 
У 1906 році був обраний до Державної думи Російської імперії I скликання від міста Кишинів Бессарабської губернії. Входив до партії кадетів. 
Після розпуску Державної думи підписав 10 липня 1906 «Виборзьку відозву», в результаті був засуджений за ст.129, ч.1, п.п.51 і 3 Кримінального Уложення.

Подальша доля невідома.